# خانه سیدین
خانه سیدین مربوط به اواخر دوره قاجار است و در کرمانشاه، ابتدای خیابان فردوسی واقع شده و این اثر در تاریخ ۲۰ آذر ۱۳۷۹ با شمارهٔ ثبت ۲۹۴۲ به‌عنوان یکی از آثار ملی ایران به ثبت رسیده است.
این خانه از آثار فاخر دوره قاجاریه می باشد اما متاسفانه این بنا به علت عدم رسیدگی در حال حاضر از شرایط بدی برخوردار می‌باشد 